# Pristomyrmex coggii
Pristomyrmex coggii är en myrart som beskrevs av Carlo Emery 1897. Pristomyrmex coggii ingår i släktet Pristomyrmex och familjen myror. Inga underarter finns listade i Catalogue of Life.